# Andri Snær Magnason
Andri Snær Magnason (Reykjavík, 14 luglio 1973) è uno scrittore e poeta islandese.

## Biografia
Nato  a Reykjavík nel 1973, vi risiede con la moglie Margrét e i loro 4 figli.
Dopo un Bachelor of Arts in letteratura islandese conseguito nel 1997 all'Università d'Islanda, ha lavorato presso l'Istituto Árni Magnússon dove ha iniziato a raccogliere poesie popolari islandesi.
Autore di romanzi, racconti, poesie, saggi, testi teatrali e canzoni, le sue opere sono state tradotte in più di 20 paesi.
Tra i numerosi riconoscimenti si segnala il Premio Letterario Islandese ottenuto in 3 occasioni.
Impegnato nel campo dell'attivismo ambientale e dell'ecologia, è stato candidato alle elezioni presidenziali in Islanda del 2016 dove è giunto terzo con il 14,1% dei voti.

## Opere principali
- Ljóðasmygl og skáldarán (1995)
- Bónusljóð (1996)
- Engar smá sögur (1996)
- Il pianeta blu (Sagan af bláa hnettinum, 1999), Milano, Fabbri, 2002 traduzione di Maria Cristina Lombardi ISBN 88-451-8050-6.
- LoveStar (2002)
- Bonus (con il 33% di poesie in più) (Bónusljóð 33% meira, 2003), Milano, Nottetempo, 2017 traduzione di Walter Rosselli ISBN 978-88-7452-654-3.
- Draumalandið - sjálfshjálparbók handa hræddri þjóð (2006)
- Lo scrigno del tempo (Tímakistan, 2013), Firenze - Milano, Giunti, 2018 traduzione di Silvia Cosimini ISBN 978-88-09-81428-8.
- Sofðu ást mín (2016)
- Bónusljóð 44% meira (2017)
- Il tempo e l'acqua (Um tímann og vatnið, 2019), Milano, Iperborea, 2020 traduzione di Silvia Cosimini ISBN 9788870916270

## Filmografia
- Draumalandið (2009) (co-regista con Þorfinnur Guðnason)
- The Hero's Journey to the 3rd Pole (2019) (regista e sceneggiatore)

## Premi e riconoscimenti
- Premio Letterario Islandese: 1999 vincitore nella sezione "Narrativa" con Il pianeta blu; 2006 vincitore nella sezione "Saggistica" con Draumalandið; 2013 vincitore nella sezione "Ragazzi" con Lo scrigno del tempo
- West Nordic Council's Children and Youth Literature Prize: 2002 vincitore con Il pianeta blu
- Premio Philip K. Dick: 2012 finalista con LoveStar
- Grand Prix de l'Imaginaire per il romanzo straniero: 2016 vincitore con LoveStar